# أوزيمو
أوزيمو (Osimo) مدينة إيطالية في مقاطعة أنكونا بإقليم ماركي شمال وسط البلاد ، تبعد 15 كيلومتراً إلى الجنوب من مدينة أنكونا عير السكك الحديدية . تقع على تلة بالقرب من البحر الأدرياتي ، يبلغ عدد قاطنيها 32.599 ساكن .
تقوم يها صناعة الحرير والغزل وتربية شرانق القز.

## السكان
في سنة 1861 بلغ عدد السكان 16٬359 نسمة، وتطور العدد ليصل في سنة 2011 لـ 33٬991 نسمة.
يظهر هذا المخطط البياني تطور النمو السكاني لـ أوزيمو

## توأمة
لأوزيمو اتفاقيات توأمة مع:
- كوبرتينو

## أعلام
- غلوريا بيزيتشيني
- ماثيو بايوكو
- لويجي فاجيولي
- جوزيبي دا كوبرتينو